# 理山岛
理山岛（越南语：／），俗称岣崂哩（越南语：／），是南中国海（越南称之为“东海”）上的一个岛屿，主权上属于越南，行政区划上属越南广义省理山县。

## 地理概况
理山岛是一座全新世时期由火山喷发形成的海岛。全岛最高峰为泰来峰，该山山顶上的死火山口有泰来水库，修筑于2012年。岛上并无常年河流，居民生活用水多依靠泰来水库与水井供给。面积为9.97平方公里，2022年，该岛人口约2万人。该岛附近还有两个附属于理山县的小岛屿。

## 人文历史
约在公元前200年左右，理山岛兴起了沙黄文化。其后，占婆人把理山岛当作一个重要的贸易中转站。17世纪时期，阮主占领了理山岛，组建了黄沙海队，以此岛作为向西沙群岛（越方称为“黄沙群岛”）殖民的基地。越南战争期间，美军在理山岛上建立雷达基站。
理山岛原属广义省平山县管辖。1992年，因其重要战略地位，越南将其单独划出，设置理山县。
理山岛以出产大蒜，特别是独瓣蒜闻名。

## 脚注
1. ↑  . 广义报. 2017-08-11  [2023-01-11]. （原始内容存档于2023-01-11） （越南语）.
2. ↑  . 越南通讯社. 2015-10-15  [2023-01-11]. （原始内容存档于2023-01-11）.
3. ↑  . 越南人民报. 2017-07-09  [2023-01-11]. （原始内容存档于2023-01-11）.
4. ↑  . 越南人民报. 2022-11-07  [2023-01-11]. （原始内容存档于2023-01-27）.
5. ↑  Hardy 2009, 111
6. ↑  Monique Chemillier-Gendreau, Sovereignty Over the Paracel and Spratly Islands Kluwer Law International, page 72 （页面存档备份，存于）, ISBN 90-411-1381-9. retrieved on 28 April 2010
7. ↑  .   [2023-08-26]. （原始内容存档于2023-08-26）.